# Cemal Hünal
Cemal Hünal (Isztambul, Törökország, 1976. október 2. –) török színész.

## Életrajza
1976. október 2-án született Isztambulban. Tanulmányait a város európai részén található Beyoğlu negyedében található Szent Benedek Líceumban végezte.
Ezután az Amerikai Egyesült Államokba ment, ahol a Santa Monica College hallgatója lett, később a Los Angelesben található kaliforniai egyetemen (UCLA) tanult, majd az angliai London Film School színház és mozi szakán szerez diplomát. Ebben az időszakban számos rövidfilmben szerepel.
A 2008-ban forgatott és a mozikban is nagy sikerrel játszott Magányos férfi (törökül: Issız Adam) c. filmben – rendezte: Çağan Irmak – Melis Birkan (Ada) partnereként (Alper), befutott színész lett. A film betétdalaként elhangzó Anlamazdın c. számot Ayla Dikmen énekli.

## Filmográfia

### Film
| Cím                                | Év        | Szerep       | Rendező      |
| ---------------------------------- | --------- | ------------ | ------------ |
| Romantik Komedi 2 (Bekarlığa Veda) | 2013      | Mert         |              |
| Kaos Örümcek Ağı                   | 2012      | Mansur       |              |
| Ayaz                               | 2012      | Şahin        | Hakan Kurşun |
| Romantik Komedi                    | 2009–2010 | Mert         |              |
| Issız Adam                         | 2008      | Alper        | Çağan Irmak  |
| Ulak                               | 2007      | Ulak İbrahim | Çağan Irmak  |

### Televízió
| Cím                         | Év        | Szerep    |
| --------------------------- | --------- | --------- |
| Osmanlı Tokadı              | 2013      | Moğol     |
| Bir Zamanlar Osmanlı: Kıyam | 2012      | Murat     |
| Seni Bana Yazmışlar         | 2011      | Yalçın    |
| Adanalı                     | 2010      | Alex      |
| Kış Masalı                  | 2009      | Ali Murat |
| Asi                         | 2007–2009 | Kerim     |

## Színházi szerepek
| Mű                                                  | Év   | Szerep        | Megjegyzések   |
| --------------------------------------------------- | ---- | ------------- | -------------- |
| John Osborne: Dühöngő Ifjúság (Öfkeli genç adamlar) | 2012 | Öfke’de Jimmy | Tiyatro Arı    |
| Neil Simon: És mennyi szerelem! (Aşk Kokusu)        | 2010 |               | Tiyatro Şen Ay |

## Fordítás
- Ez a szócikk részben vagy egészben  a   Cemal Hünal című török Wikipédia-szócikk fordításán alapul.  Az eredeti cikk szerkesztőit annak laptörténete sorolja fel. Ez a jelzés csupán a megfogalmazás eredetét és a szerzői jogokat jelzi, nem szolgál a cikkben szereplő információk forrásmegjelöléseként.
- Ez a szócikk részben vagy egészben  a   Cemal Hünal című angol Wikipédia-szócikk fordításán alapul.  Az eredeti cikk szerkesztőit annak laptörténete sorolja fel. Ez a jelzés csupán a megfogalmazás eredetét és a szerzői jogokat jelzi, nem szolgál a cikkben szereplő információk forrásmegjelöléseként.